# Kaneaster Hodges

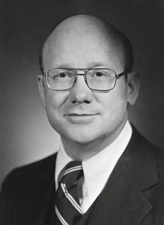
Kaneaster Hodges

Kaneaster Hodges, Jr., född 20 augusti 1938 i Newport, Arkansas, död 23 mars 2022 i Little Rock, Arkansas, var en amerikansk demokratisk politiker. Han representerade delstaten Arkansas i USA:s senat 10 december 1977 — 3 januari 1979.
Hodges avlade 1960 sin grundexamen vid Princeton University. Han studerade därefter teologi vid Southern Methodist University och juridik vid University of Arkansas. Han arbetade sedan som advokat och som fängelsekaplan. Han var åklagare i staden Newport 1967–1974.
Senator John Little McClellan avled 1977 och guvernör David Pryor utnämnde därefter Hodges till senaten. Han tjänstgjode som senator till slutet av McClellans mandatperiod och efterträddes därefter av Pryor.